# Layon
Layon – rzeka we Francji, przepływająca przez tereny departamentów Deux-Sèvres oraz Maine i Loara, o długości 89,9 km. Stanowi lewy dopływ rzeki Loary.